# Giampiero Pinzi
Giampiero Pinzi (ur. 11 marca 1981 w Rzymie) – włoski piłkarz występujący na pozycji ofensywnego pomocnika. Zawodnik Padovy.

## Kariera klubowa
Giampiero Pinzi jako junior występował w drużynie S.S. Lazio, w której trenował do 1999. Na sezon 1999/2000 został włączony do kadry pierwszego zespołu. Konkurencja o grę w linii pomocy była jednak na tyle duża, że Pinzi nie rozegrał dla rzymskiej drużyny ani jednego spotkania.
Po zakończeniu ligowych rozgrywek trafił do Udinese Calcio. W jego barwach zadebiutował 12 listopada 2000 w przegranym 0:2 wyjazdowym meczu z Parmą. Łącznie w sezonie 2000/2001 Pinzi zagrał w 10 ligowych spotkaniach, zaliczył także trzy występy w Pucharze UEFA. Miejsce w podstawowej jedenastce ekipy „Bianconerich” włoski pomocnik wywalczył sobie w sezonie 2001/2002, kiedy to wystąpił w 28 ligowych pojedynkach. Razem z Udinese Pinzi wystąpił także w kilku meczach Pucharu UEFA, a w sezonie 2005/2006 zadebiutował w Lidze Mistrzów. W sezonie 2006/2007 Włoch był podstawowym graczem swojego zespołu i wystąpił w 32 meczach Serie A. W kolejnych rozgrywkach pełnił już rolę rezerwowego i zagrał 13 razy. W pierwszym składzie grali zawsze Gökhan İnler i Gaetano D’Agostino, a w linii pomocy występowali także między innymi Mauricio Isla i Roman Eremenko.
21 sierpnia 2008 Włoch został wypożyczony na 1 sezon do Chievo, w barwach którego po raz pierwszy wystąpił 31 sierpnia w wygranym 2:1 meczu z Regginą. Przez cały sezon 2008/2009 zanotował 34 występy w pierwszej lidze – 31 w wyjściowym składzie i 3 wchodząc z ławki rezerwowych. 17 maja 2009 w zremisowanym 2:2 spotkaniu z Genoą zdobył swojego jedynego gola w sezonie. 17 lipca piłkarz ponownie został wypożyczony na 1 sezon do Chievo. Latem 2010 wrócił do Udinese Calcio.

## Kariera reprezentacyjna
Pinzi ma za sobą występy w młodzieżowych reprezentacjach Włoch. Od 2001 grał w zespole do lat 21, dla którego rozegrał 27 spotkań i strzelił 3 gole. Razem z nią zdobył Mistrzostwo Europy U-21 2004. W tym samym roku z olimpijską kadrą piłkarz pojechał na Igrzyska Olimpijskie w Atenach, na których Włosi wywalczyli brązowy medal. Pinzi na turnieju tym nie rozegrał jednak ani jednego meczu, natomiast w seniorskiej reprezentacji zaliczył debiut 30 marca 2005 w zremisowanym 0:0 pojedynku z Islandią.